# کشیم کلاه‌دار
کشیم کلاه‌دار(نام علمی: Podiceps gallardoi) نام یک گونه از تیره کشیم است.